# Fa Ngum
Fa Ngum (laotisch ຝ້າງູ່ມ, /fȁːŋum/, auch Fa Ngoun, Kurzform für Somdet Brhat-Anya Fa Ladhuraniya Si Sadhana Kanayudha Maharadscha Brhat Radscharana Si Chudhana Negara, * 1316 in Müang Sua; † 1393 in Nan) war zwischen 1354 und 1373 erster Herrscher des laotischen Königreiches Lan Xang. Er stammte aus der Dynastie Khun Lo.

## Leben
Fa Ngum war ein Enkel von Suvanna Khamphong, dem Herrscher von Chieng Dong Chieng Thong, der wiederum von Khun Lo abstammen soll. Als Kind war Fa Ngum zusammen mit seinem Vater ins Exil an den Hof der Khmer-Könige von Angkor gekommen, möglicherweise weil sein Vater einer der Konkubinen Suvanna Khamphongs zu nahegekommen war. Später heiratete er die Khmer-Prinzessin Nang Keava Lot Fa (Keo Kaengkanya), die den Theravada-Buddhismus im Königreich einführte.
Historische Quellen besagen, dass Fa Ngum zwischen 1350 und 1351 eine größere Armee von etwa 10.000 Mann aufbrachte, die ihm von Angkor aus in das heutige Laos, Vietnam und Kambodscha folgte. Die Armee von Fa Ngum kämpfte erfolgreich in Nghe An und Vinh, in den Tälern des Roten und Schwarzen Flusses in Vietnam und im heutigen Isan (Nordost-Thailand). Zwischen 1352 und 1354 eroberte er Müang Sing, Mueang Huom, Chieng Hung, Pak U und Pak Beng. 1353 kämpfte er die entscheidende Schlacht gegen seinen Onkel bei Chieng Dong Chieng Thong und siegte. Dadurch erhielt er die unumstrittene Gewalt über das Land, das er Lan Xang („Land der Millionen Elefanten“) nannte. Lan Xang war allerdings kein zentral geführtes Reich, sondern übernahm eine Führungsstellung unter den zahlreichen Müangs, die als eine Art Lehen fungierten.
Nachdem seine Frau 1368 gestorben war, wurde Fa Ngum so verdorben, dass man über seine Ablösung nachdachte. 1373, nach einem langjährigen Disput über die Richtung des Buddhismus, der für Lan Xang gelten sollte, wurde er als König abgelöst und durch seinen Sohn Un Hue-an ersetzt, der die Regentschaft übernahm und sich Samsaenthai nannte und 1393 mit dem Tode seines Vaters König von Lan Xang wurde.